# Hummer H2
Hummer H2 — позашляховик американської компанії General Motors, який продається під брендом Hummer. Вироблявся на спеціально побудованному заводі у м. Мішавок, штат Індіана, США до 2009 року. Існує також модифікація SUT (пікап). 

## Опис

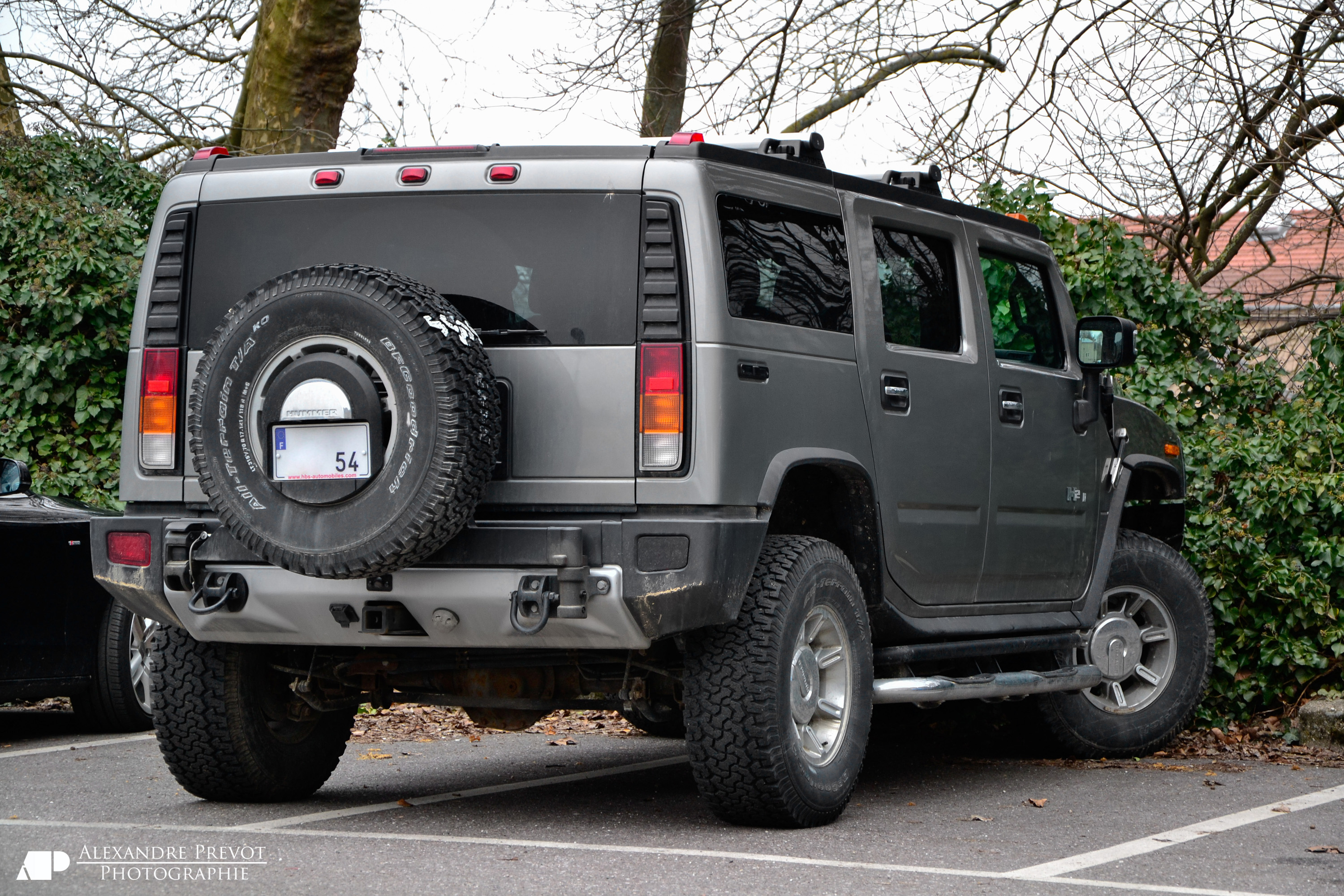
Hummer H2

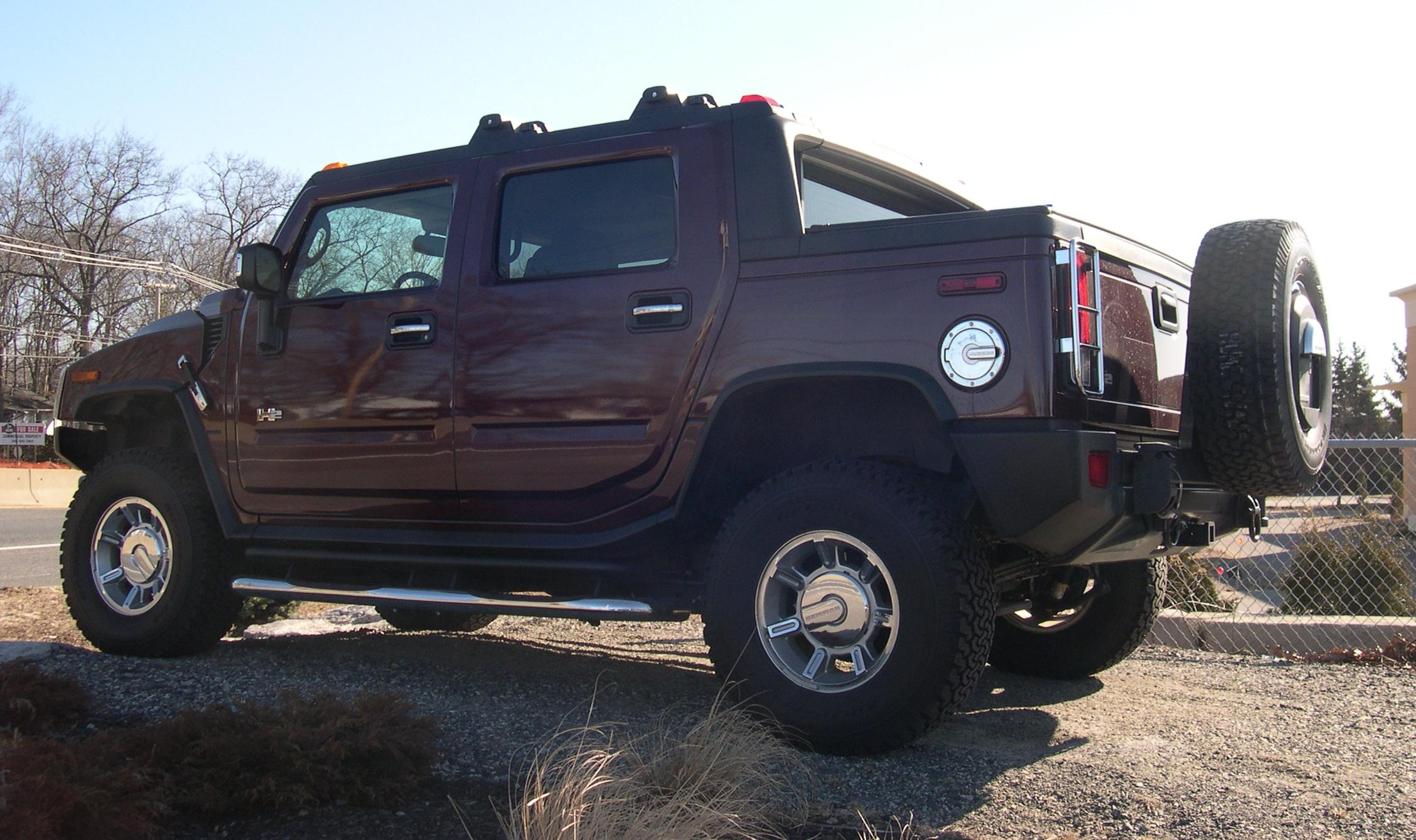
Hummer H2 SUT

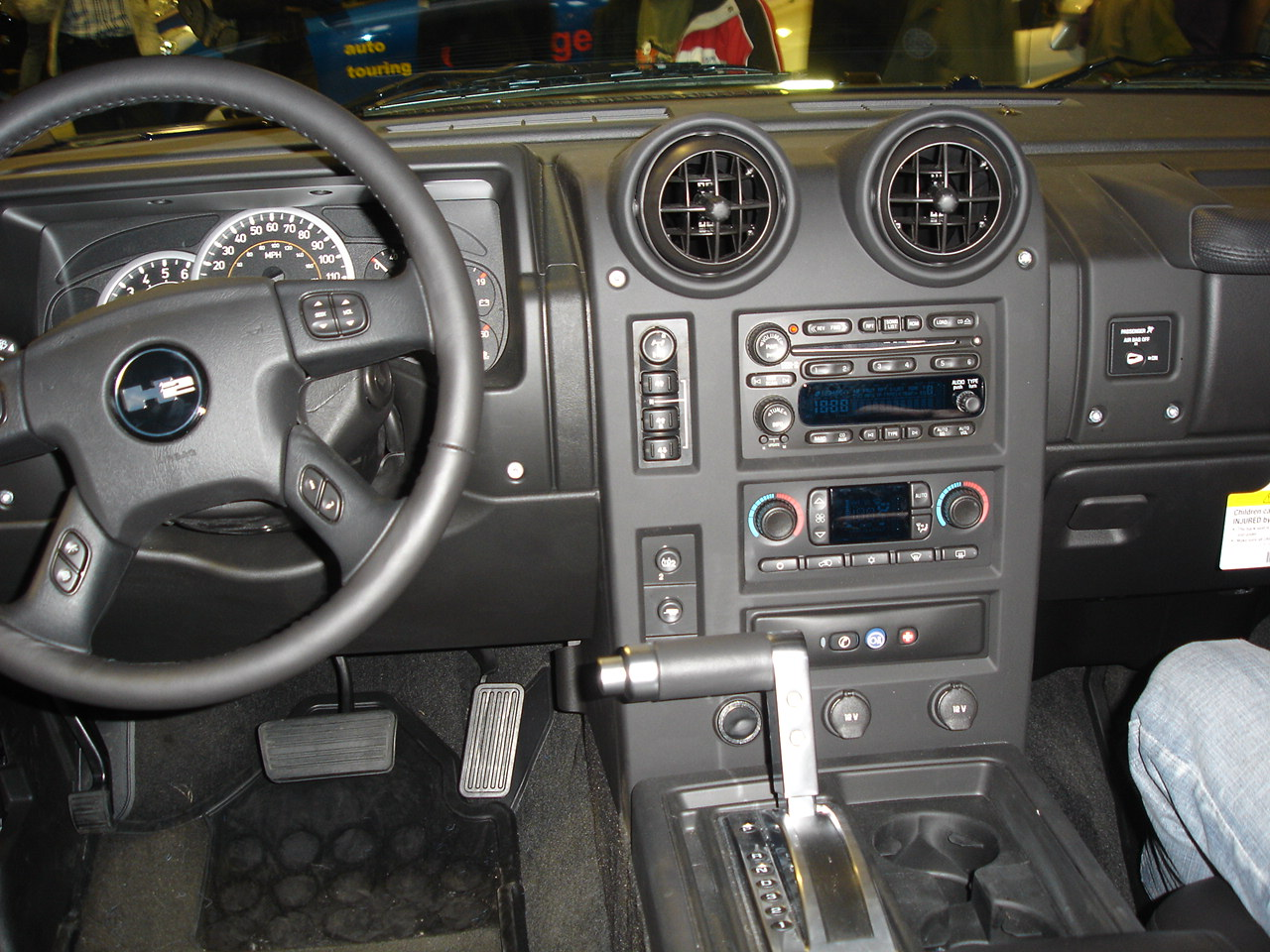
Салон Hummer H2

У 2016 році Хаммер повернувся в оновленому вигляді, але це все той же відомий традиційний позашляховик з військовим минулим. Крім того, це автомобіль, який проклав власний шлях в авто культурі і заслужив визнання. В 2016 році Hummer доповнений модернізованими функціями, що робить його ще більш універсальним, хоча оновлення торкнулися не тільки зовнішнього вигляду, але і інтер'єру автомобіля, тим самим, роблячи його більш комфортним під час тривалих поїздок. Для Hummer H2 2016 року є 2 двигуна на вибір. Перший варіант двигуна - 6,0-літровий 6-циліндровий, потужністю 300 кінських сил, а другий- 6,2-літровий 8-циліндровий, потужністю 393 кінських сил. Двигуни працюють в парі з 6-ступінчастою автоматичною коробкою передач. Також, доступна понижувальна передача.  

## Технічні дані
- Двигун : 6000 Vortec  V8
- Об'єм: 5967 см3
- Потужність: 236 кВт (321 к.с.) при 5200 об/ хв (2002-2007 роки), а H2 SUT (2005): 242 кВт (330 л.с.) при 5200 об/ хв
- Коробка передач: чотирьох-ступінчастою автоматичною контролю тяги і задню вісь блокуванням диференціала
- Прискорення: 0-100 км/ год за 11,0 с
- Максимальна швидкість: 160 км/ год (обмежено електронікою)
- Габаритні розміри: 4820 мм х 2062 мм х 2012 мм (довжина [без запасні] × ширина [без дзеркал] х висота [без підтримки баз даху])
- Середня витрата палива: 23 л/ 100 км
- База: 3119 мм
- Вага: 2903 кг (макс. 3901 кг)
- Ємність паливного бака: 121 літри

## Продажі в США
| Рік  | Всього авто |
| ---- | ----------- |
| 2002 | 18,861      |
| 2003 | 34,529      |
| 2004 | 28,898      |
| 2005 | 33,140      |
| 2006 | 17,472      |
| 2007 | 12,431      |
| 2008 | 6,095       |
| 2009 | 1,513       |